# Taekwondo aux Jeux olympiques de la jeunesse de 2018
Navigation
Édition précédente Édition suivante
Les épreuves de taekwondo aux Jeux olympiques de la jeunesse de 2018 ont lieu au Parque Olímpico de la Juventud de Buenos Aires, en Argentine, du 7 au 11 octobre 2018.
La compétition a rassemblé cent sportifs issus de 58 comité nationaux avec 10 concurrents par catégorie. La Russie et l'Iran remportent la majorité des titres.

## Podiums

### Compétition Garçons
| Événement | Or                    | Argent            | Bronze                                     |
| --------- | --------------------- | ----------------- | ------------------------------------------ |
| -48 kg    | Dmitrii Shishko       | Ulugbek Rashitov  | Im Seong-bin Mohamed Khalil Jendoubi       |
| -55 kg    | Georgii Popov         | Kim Kang-min      | Mahamadou Maharana Amadou't Zaid Kareem    |
| -63 kg    | Cho Won-hee           | Nareupong Thepsen | Javad Aghayev Gabriele Caulo               |
| -73 kg    | Ali Eshkevarian       | Badr Achab        | Eyad Adel Mahmoud Darlyn Padilla           |
| +73 kg    | Mohammad Ali Khosravi | Lee Meng-en       | Nisar Ahmad Abdul Rahimzai Ethan McClymont |

### Compétition Filles
| Event  | Or                       | Argent             | Bronze                               |
| ------ | ------------------------ | ------------------ | ------------------------------------ |
| -44 kg | Polina Shcherbakova      | Kang Mi-reu        | Alicia Rodríguez Lena Stojković      |
| -49 kg | Elizaveta Ryadninskaya   | Anastasija Zolotic | Lee Yeji Cao Zihan                   |
| -55 kg | Kanthida Saengsin        | Safia Salih        | Fani Tzeli Sandy Camila Leite Macedo |
| -63 kg | Yalda Valinejad          | Nadica Božanić     | Leslie Soltero Assunta Cennamo       |
| +63 kg | Fatima-Ezzahra Aboufaras | Kimia Hemmati      | Mu Wenzhe Kristina Adebaio           |

## Tableau des médailles
| Rang  | Nation         | Or | Argent | Bronze | Total |
| ----- | -------------- | -- | ------ | ------ | ----- |
| 1     | Russie         | 4  | 0      | 1      | 5     |
| 2     | Iran           | 3  | 1      | 0      | 4     |
| 3     | Corée du Sud   | 1  | 2      | 2      | 5     |
| 4     | Maroc          | 1  | 1      | 0      | 2     |
| 4     | Thaïlande      | 1  | 1      | 0      | 2     |
| 6     | Belgique       | 0  | 1      | 0      | 1     |
| 6     | Taipei chinois | 0  | 1      | 0      | 1     |
| 6     | Serbie         | 0  | 1      | 0      | 1     |
| 6     | États-Unis     | 0  | 1      | 0      | 1     |
| 6     | Ouzbékistan    | 0  | 1      | 0      | 1     |
| 11    | Chine          | 0  | 0      | 2      | 2     |
| 11    | Italie         | 0  | 1      | 1      | 2     |
| 11    | Mexique        | 0  | 1      | 1      | 2     |
| 14    | Afghanistan    | 0  | 0      | 1      | 1     |
| 14    | Azerbaïdjan    | 0  | 0      | 1      | 1     |
| 14    | Brésil         | 0  | 0      | 1      | 1     |
| 14    | Canada         | 0  | 0      | 1      | 1     |
| 14    | Croatie        | 0  | 0      | 1      | 1     |
| 14    | Équateur       | 0  | 0      | 1      | 1     |
| 14    | Égypte         | 0  | 0      | 1      | 1     |
| 14    | Grèce          | 0  | 0      | 1      | 1     |
| 14    | Jordanie       | 0  | 0      | 1      | 1     |
| 14    | Niger          | 0  | 0      | 1      | 1     |
| 14    | Tunisie        | 0  | 0      | 1      | 1     |
| Total | Total          | 10 | 10     | 20     | 40    |